# أنخيل ماركوس
أنخيل ماركوس (بالإسبانية: Ángel Marcos)‏ (7 أبريل 1943 ببوينس آيرس في الأرجنتين - ) هو مدرب كرة قدم ولاعب كرة قدم أرجنتيني في مركز الهجوم. شارك مع منتخب الأرجنتين لكرة القدم. أما مع النوادي، فقد لعب مع تشاكاريتا جيونيورز وفيرو كاريل أويستي ونادي تولوز ونادي نانت ونادي نيور ونويفا شيكاجو.

## وصلات خارجية
- أنخيل ماركوس على موقع قاعدة بيانات كرة القدم.إي يو (الإنجليزية)
- أنخيل ماركوس على موقع ليكيب (الفرنسية)